# M2A
O M2A (Multi-Media Asia) foi um satélite de comunicação geoestacionário projetado para ser operado pela PT Pasifik Satelit Nusantara. Mas, o satélite acabou sendo cancelado.

## História
A primeira empresa privada baseada em satélite de telecomunicações da Indonésia, a PT Pasifik Satelit Nusantara (PSN) anunciou a assinatura de um contrato no valor de aproximadamente US $ 350 milhões com a Space Systems/Loral (SS/L) para a aquisição de um satélite para o seu sistema de satélite, o M2A (Multi-Media Asia).
Em 1998, o contrato foi cancelado, mas depois reintegrado. Em 2001 a PSN assinou um contrato com a Boeing para o lançamento do M2A em um veículo Delta-4M+. Porém, o M2A foi novamente cancelado posteriormente.